# Chimie fine
 (avril 2024).
Si vous disposez d'ouvrages ou d'articles de référence ou si vous connaissez des sites web de qualité traitant du thème abordé ici, merci de compléter l'article en donnant les références utiles à sa vérifiabilité et en les liant à la section « Notes et références ».

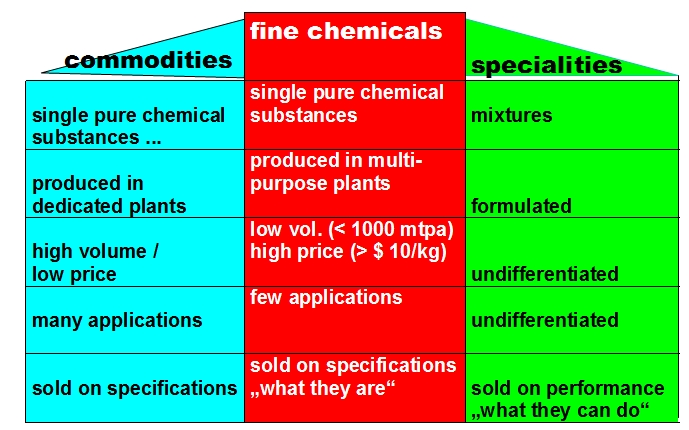
Définition de la chimie fine (par opposition aux produits de base et aux spécialités)

La chimie fine, ou chimie de spécialités, est une division de l'industrie chimique qui synthétise des produits répondant à des besoins spécifiques (exemples : pesticides, pigments, arômes et cosmétiques) et de faible volume de production.
La chimie fine produit des molécules complexes comportant une structure carbonée comptant des dizaines d'atomes, à partir d'autres molécules de synthèse. La synthèse implique souvent plusieurs étapes et une purification finale poussée. Le faible tonnage est compensé par une haute valeur ajoutée du produit final.

## Spécificités
- Les unités de production sont en général plus légères.
- La sécurité des personnes et de l'environnement sont aussi des préoccupations importantes, car les produits issus de la chimie fine peuvent être toxiques, écotoxiques, allergènes, etc.
- Dans le cas de la nanochimie, la matière obéit à des lois particulières (par exemple, certaines très petites particules composées de métaux, nanocarbone…, se comportent comme un gaz et non plus comme la matière habituelle).

## Clientèle
La chimie fine fournit de nombreux secteurs industriels comme :
- les laboratoires de recherche ou d'analyse ;
- la chimie médicale et pharmaceutique ;
- les composés informatiques ;
- l'industrie des cosmétiques ;
- la métallurgie de spécialités, silicium ou autres produits ultra-purs ;
- les matériaux semi-conducteurs ;
- les aimants spéciaux ;
- l'électrochimie appliquée ;
- certains traitements de surface ;
- les galvanoplasties spéciales ;
- les céramiques ;
- les catalyses ;
- certains biocides, dont produits phytosanitaires, phytopharmaceutiques, insecticides, herbicides, antibiotiques ;

et de nombreux domaines ciblés de haute technologie, le domaine de la science des matériaux, etc.

## Applications, toxicologie et écotoxicologie
De nombreuses applications chimiques ont trouvé ou trouvent des débouchés techniques ou économiques, avant qu'une connaissance approfondie et précise de leurs impacts sur la santé ou les écosystèmes soit possible ou disponible.
La chimie toxicologique ou écotoxicologique est encore parente pauvre du domaine de la chimie, alors que plus de 200 000 molécules ont été dispersées dans l'environnement, avec une connaissance toxicologique disponible pour environ 1 % d'entre elles.
Une autre question est le devenir des ratés de fabrication ou des déchets en « fin de vie ».
En matière de santé environnementale, la chimie fine est à la fois source de risque (pollutions à court, moyen ou long terme, molécules cancérigènes ou mutagènes, reprotoxiques, perturbateurs endocriniens retrouvés dans l'environnement) et de progrès (médicaments, chélateurs, catalyseurs utiles pour la dépollution, etc.).

### Risques et réglementation
La convention de Rotterdam, administrée par l'ONU (PNUD, FAO) a été adoptée par 165 pays en 1998 pour mieux assurer la santé des personnes et de l’environnement contre des dommages éventuels induits par le commerce de produits chimiques, dont issus de la chimie fine.